# 求愛敢死隊
《求愛敢死隊》，1988年由王晶指導、編劇的愛情喜劇。

## 劇情大綱
譚冠倫是廣播節目主持人，專門處理愛情問題的高手。某次冼潔晶遭女友拋棄後本想跳樓自殺，同時遇到費仕帆及何能律也遭到感情不順，譚冠倫就以戀愛高手的身分傳授三人追女祕技。

## 劇中人物
| 演員   | 劇中人                 | 粵語配音 |
| ------ | ---------------------- | -------- |
| 曾志偉 | 譚冠倫                 | 馮永和   |
| 林俊賢 | 何能律                 | 張炳強   |
| 王晶   | 冼潔晶                 | 陳永信   |
| 馮淬帆 | 費事帆                 | 馮淬帆   |
| 張曼玉 | Fanny                  | 龍寶鈿   |
| 李美鳳 | 李翠鳳(粵語叫李柱鳳)   | 沈小蘭   |
| 邱淑貞 | 小貝貝（粵語叫淋啤啤） |          |
| 吳君如 | 吳德嫻                 | 曾慶珏   |
| 陳雅倫 | Yuki                   | 盧素娟   |
| 周海媚 |                        | 盧素娟   |
| 曾华倩 | Jenny                  | 沈小蘭   |
| 羅青浩 | 紅唇華                 | 張炳強   |
| 曹查理 | 曹住理                 | 盧雄     |
| 許英秀 | 蚊叔                   | 金貴     |
| 何偉龍 | 蚊叔大仔               | 盧雄     |

## 外部連結
- 開眼電影網上《求愛敢死隊》的資料（繁體中文）
- 豆瓣电影上《求愛敢死隊》的資料 （简体中文）
- 时光网上《求愛敢死隊》的資料（简体中文）
- 爛番茄上《求愛敢死隊》的資料（英文）
- 香港影庫上《求愛敢死隊》的資料（繁體中文）
- 互联网电影数据库（IMDb）上《求愛敢死隊》的资料（英文）